# Nationale identiteit
Nationale identiteit is de collectieve identificatie met de natiestaat. De nationale identiteit is onderdeel van de sociale identiteit.
Benedict Anderson spreekt over naties als verbeelde gemeenschappen omdat men elkaar nooit allemaal persoonlijk kan kennen, maar er onderling wel een binding gevoeld wordt. Stuart Hall stelt dan ook dat de nationale identiteit niet aangeboren is, maar dat er sprake is van culturele representatie. Daartoe worden verhalen gebruikt waarmee men zich kan identificeren, wat tot uiting komt in nationale geschiedenissen, literatuur, onderwijs en de media, maar ook in wat Eric Hobsbawm en Terence Ranger uitgevonden tradities noemen. Het proces werd versterkt door de culturele homogenisering die plaatsvond door de verspreiding van een standaardtaal, een standaardtijd en omgangsvormen en levensstijlen die nog wel variëren met de sociale rol, maar niet meer streekgebonden zijn.
De noodzaak voor een nationale identiteit ontstond aan het einde van de achttiende eeuw bij de overgang van traditioneel gezag naar rationeel-legaal gezag. De macht kon niet langer gelegitimeerd worden door gewoontes en gebruiken. Om de bevolking te kunnen mobiliseren voor het nationaal belang, werd de nadruk gelegd bij de onderlinge overeenkomsten, continuïteit en uniciteit. Terwijl daarmee de sociale cohesie bevorderd kan worden, kan het tegelijkertijd uitsluiting tot gevolg hebben en soms ook extreem nationalisme. 
Na de Tweede Wereldoorlog leek in West-Europa de nationale identiteit op de achtergrond te raken. Door de mondialisering en de internationalisering waarbij functies en taken worden overgenomen van nationale overheden leek dit verder te vervagen. Dat bracht echter de paradox van de nationale identiteit. Deze bestaat er uit dat men juist door die vervaging een behoefte voelt om de inhoud en betekenis van de nationale identiteit te onderzoeken, wat het regionalisme versterkt. Migratie en de vestiging van minderheden op het eigen grondgebied droegen daar aan bij. Reacties daarop bestonden uit het verhinderen van vestiging, verjaging en zelfs etnische zuivering. Bij dit laatste is er meestal sprake van extreme vormen van etnisch nationalisme.
In andere gevallen was er wel sprake van aanvaarding, maar werden burgerrechten ontzegd. In landen met een sterk cultuurnationalisme werd wel gekozen voor culturele assimilatie, waarbij immigranten en minderheidsgroepen door integratie geabsorbeerd worden in de gevestigde gemeenschap. Een andere benadering is multiculturalisme waarbij men uitgaat van gelijkheid van verschillende culturele gemeenschappen. Dit is mogelijk bij staatsnationalisme waarbij men wel voldoende op de hoogte moet zijn van de wetgeving, gewoontes en normen van de staat om als volledig staatsburger mee te tellen, maar niet de etniciteit of cultuur hoeft te delen van de meerderheid.
Daarbij komt de vraag op of een bovenstatelijke identiteitsvorming mogelijk is en of deze organisch van onder af moet groeien of dat deze ook van bovenaf gestuurd kan worden.